# 白头鵙鹛属
白头鵙鹛属（学名：Gampsorhynchus），是雀眉科的一属。
属下物种有：
- 白头鵙鹛
- 领鵙鹛